# Bestiário de Aberdeen

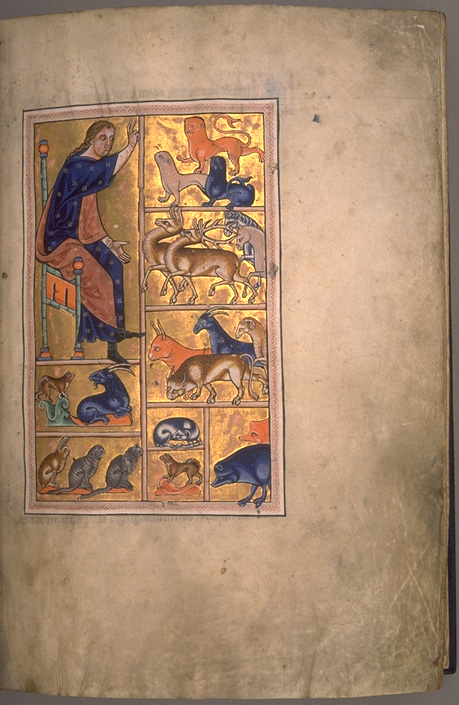
Adão nomeia os animais

O Bestiário de Aberdeen é um bestiário manuscrito e iluminado preservado na biblioteca da Universidade de Aberdeen (MS 24). Foi realizado na Inglaterra em torno do ano 1200 e é um dos mais importantes exemplares de seu tipo. 

## Origem dos bestiários
Os bestiários são textos descritivos de todo tipo de seres, reais ou fabulosos, acompanhados de comentários moralizantes. Não eram livros científicos, mas alegóricos, às vezes claramente humorísticos e fantasiosos, e muito de sua informação carece de toda base factual. O gênero se estabeleceu na Inglaterra no século XII a partir da compilação de várias fontes antigas, das quais uma das mais importantes é o Fisiólogo. O propósito de sua elaboração era estimular a imaginação com paralelos entre o mundo real e o supra-real, dando ilustrações para que a mente pudesse compreender certa alusões mais complexas.
O texto do Fisiólogo foi escrito no século IV em grego, ao longo de mais de 40 capítulos cheios de descrições de bestas, rochas e aves, usadas como metáforas para o ensino da doutrina cristã. Ele mesmo retirou seu material do folclore de várias regiões e de textos clássicos de Plínio, o Velho e Aristóteles. Os sujeitos desta versão primitiva dos bestiários pertencem em sua grande maioria à área do Mediterrâneo, e a fauna e a flora de países mais remotos foi sendo acrescentada em compilações posteriores, quando o gênero se difundiu. Erros e inverdades por vezes se perpetuaram por séculos antes de as informações serem retificadas, já que raramente os copistas conheciam de primeira mão os seres a que se referiam. A versão grega original não sobreviveu, e o texto é conhecido em traduções latinas e em versões gregas posteriores, algumas sem ilustrações. O Fisiólogo grego mais antigo com ilustrações que se conhecia era o Códex de Esmirna, do século IX, que foi perdido em um incêndio em 1922, passando a um exemplar de Milão do século XI a precedência.

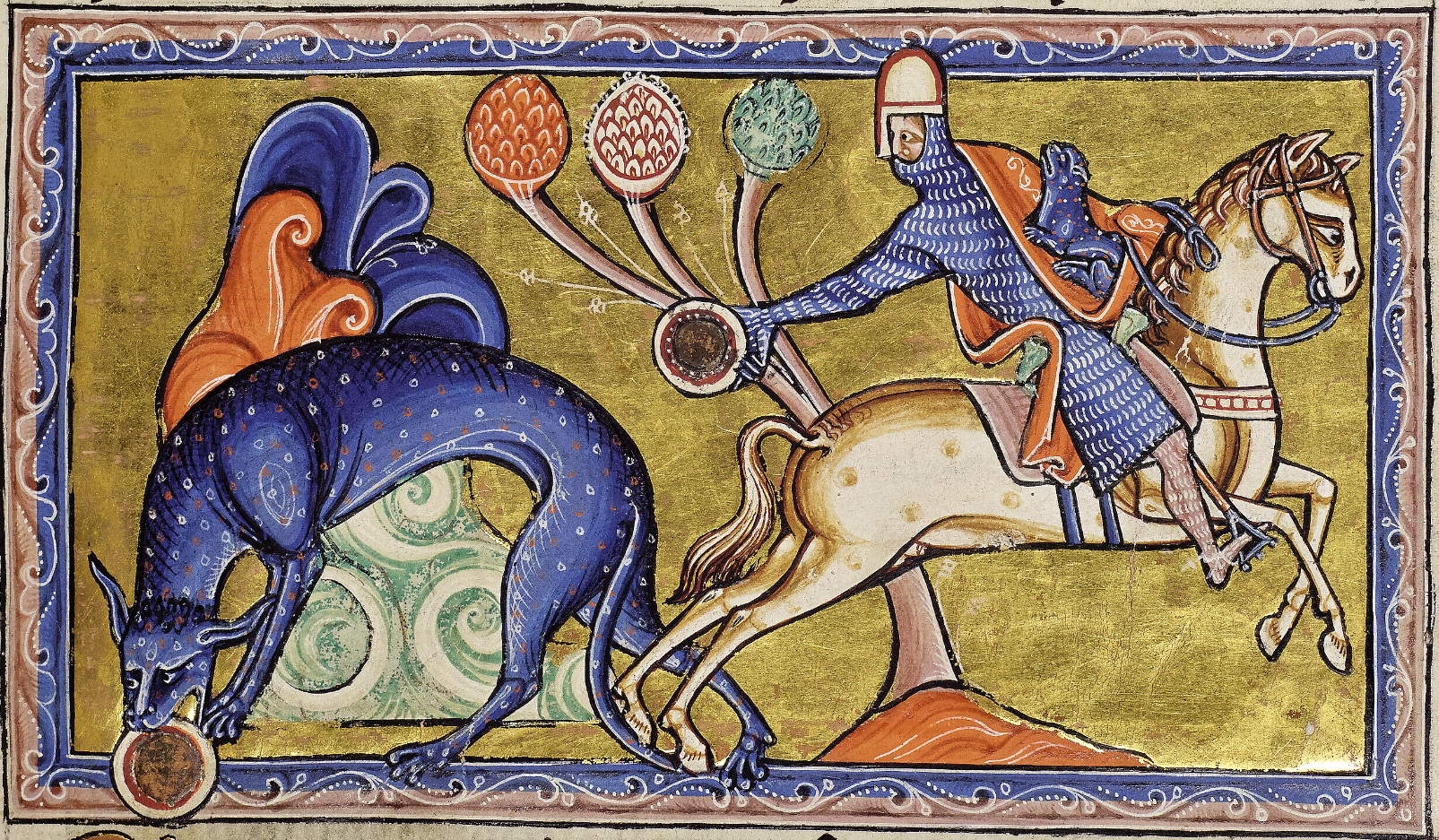
Representação fantasiosa de um tigre, bem distante de sua aparência real

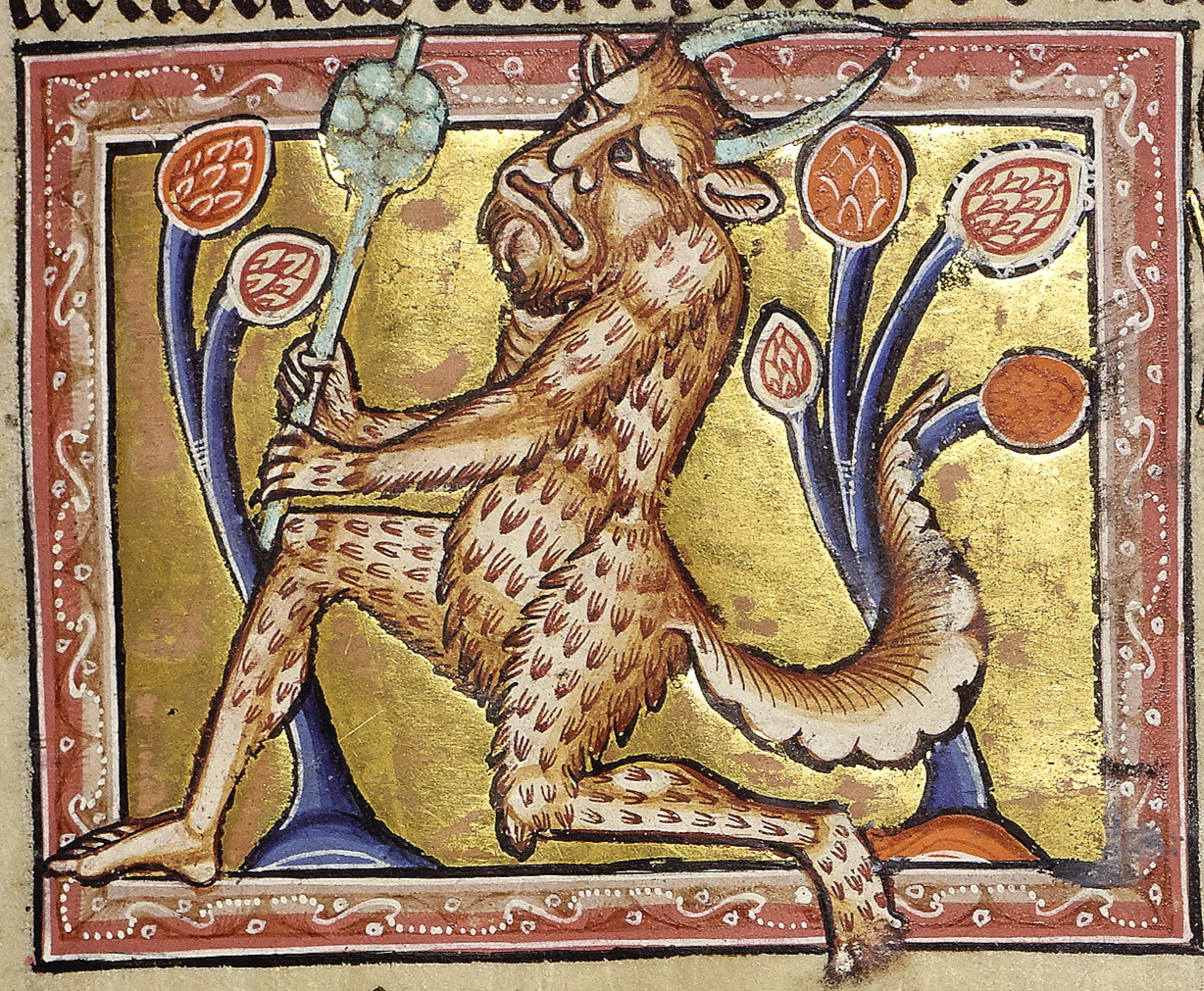
Um sátiro

O Fisiólogo latino mais antigo com ilustrações ainda existente (Berna 318) data do século IX, com cenas e paisagens sugestivas com belo uso da cor e dos efeitos de luz. Apesar de sua datação, seu estilo mostra que derivou de um original bem mais antigo, classicista. Ao passo que os textos têm uma origem mais ou menos verificável, a iconografia que os bestiários apresentam tem sua fonte em tempos imemoriais, e os seres descritos são encontrados no folclore e na mitologia de muitas culturas, embora o seu estilo representacional tenha variado de acordo com as correntes estilísticas de cada época e local. 
Não se sabe como o material do Fisiólogo chegou à Inglaterra, onde recebeu acréscimos em iconografia e texto de outras fontes e originou no século XII a tradição dos bestiários como os conhecemos hoje, mas textos similares são encontrados lá desde o século X. O bispo Benedito trouxe do continente no século VIII livros de maravilhas pseudo-científicos como o Codex cosmographorum mirandi operis, e no século XI existia um Liber bestiarium na Abadia de Peterborough, doado pelo Bispo de Winchester em torno de 984. O abade de Abington, Adeluoldo, esteve em Fleury, na França, onde funcionava um scriptorium que era um grande centro de difusão da cultura clássica, e a influência deste scriptorium se faz sentir na Inglaterra no século X. Sabe-se que um texto do Fisiólogo (o exemplar de Berna) foi levado para Fleury na mesma época. Tais aproximações, junto com algumas outras, foram a fonte provável do desenvolvimento dos bestiários ingleses, cujo primeiro exemplar conhecido é do século XII.
No século XII os bestiários começaram a ser usados como ilustrações de princípios teológicos expostos em sermões, e São Elredo de Rievaulx, de Yorkshire (abade entre 1147-67) e o abade Gilberto de Swineshead (falecido em 1172), no Lincolnshire, escreveram muitos sermões baseados no Fisiólogo, e noutras paróquias ocorria o mesmo. 

## O Bestiário de Aberdeen
A história conhecida do Bestiário de Aberdeen inicia em 1542, quando ele aparece no inventário da antiga biblioteca real do Palácio de Westminster, inscrito como No.518 Liber de bestiarum natura, uma das obras resgatadas na dissolução dos mosteiros realizada por Henrique VIII. No século XVII ele provavelmente foi dado a Thomas Reid pelo bibliotecário da corte, Patrick Young. Reid, por sua vez, o doou, junto com outros 1 350 livos, à biblioteca do Marischal College em torno de 1624. Quando este acervo foi catalogado em torno de 1670 por Thomas Gray o livro possuía a marcação 2.B.XV Sc e havia recebido o nome de Isidori phisiologia. Apareceu em um novo catálogo da biblioteca, de 1726, com novo número MS M 72, e com o primeiro elenco das mutilações que havia sofrido. Por fim o Marischal College fundiu-se à Universidade de Aberdeen em 1860, passando a fazer parte da sua biblioteca.

## A criação do manuscrito

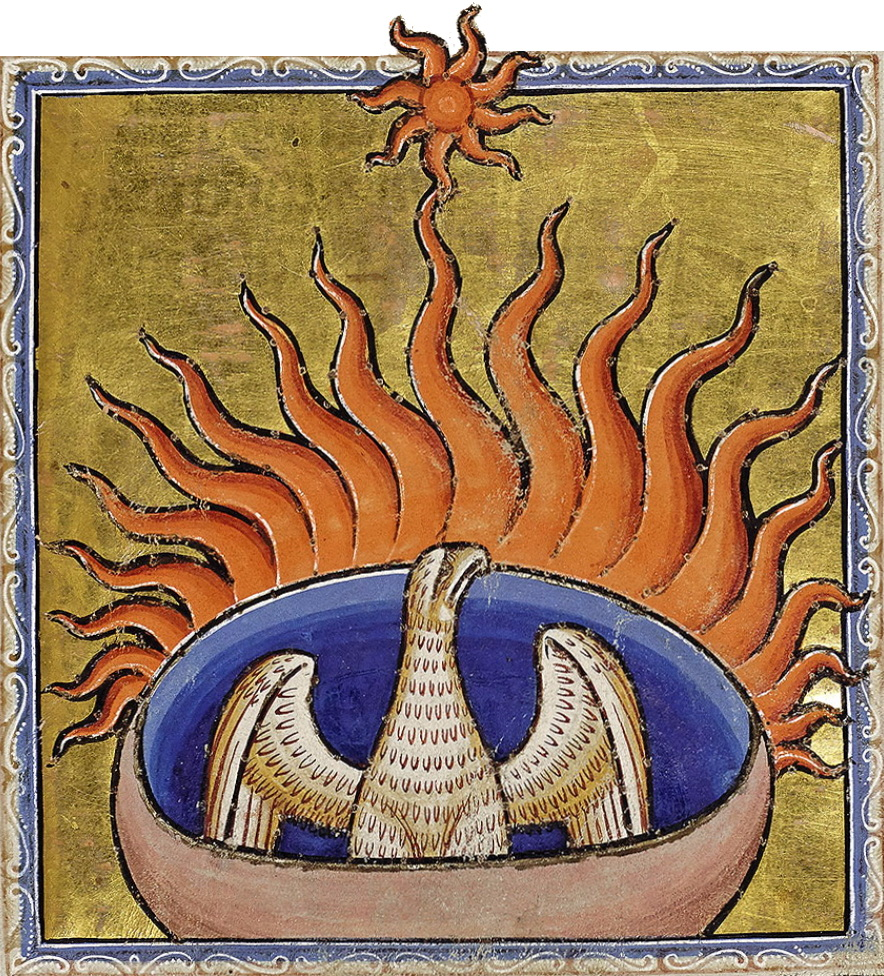
Detalhe da imagem da fênix

Não se sabe quem foi o autor deste bestiário, nem para quem se destinava. Algumas pistas, porém, são encontradas no estilo, na luxuosidade das ilustrações, na escolha das imagens e em outros indícios, que apontam provavelmente um patrono eclesiástico muito rico. Uma imagem de Cristo em Majestade, que não tem texto correspondente, algumas imagens de edifícios de uso religioso, a presença de cruzes douradas, e a raridade da presença da figura feminina, têm mais apelo para monges do que para nobres. Alguns outros manuscritos com estilo semelhante (Morgan MS 81 e Leningrado Qu.V 1) têm sua origem mais clara e podem ter sido produzidos ao mesmo tempo e para o mesmo tipo de público: os monges do priorado de Worksop, que os receberam de Filipe, o Apóstolo, cônego da Catedral de Lincoln em 1187. 

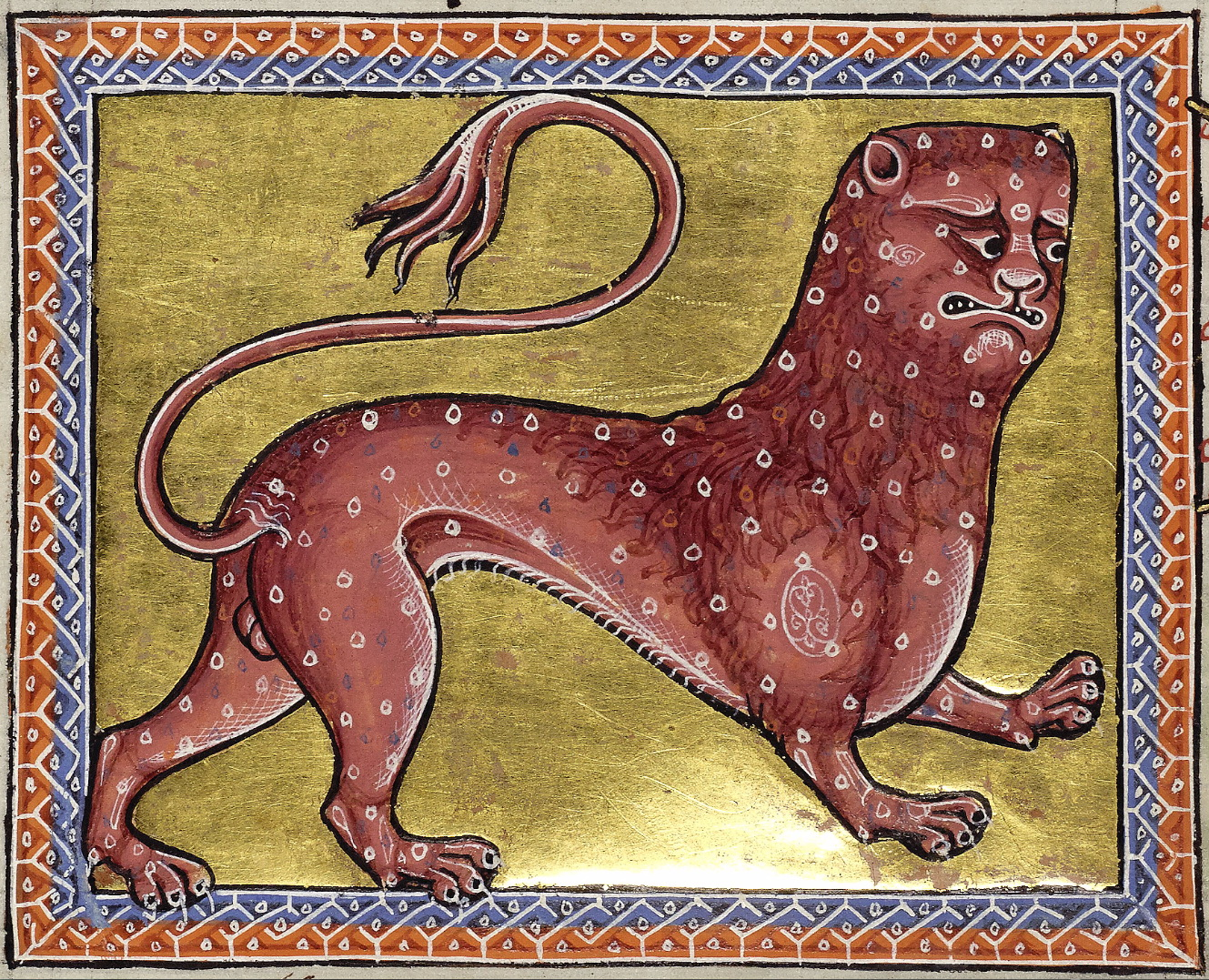
Detalhe do leopardo

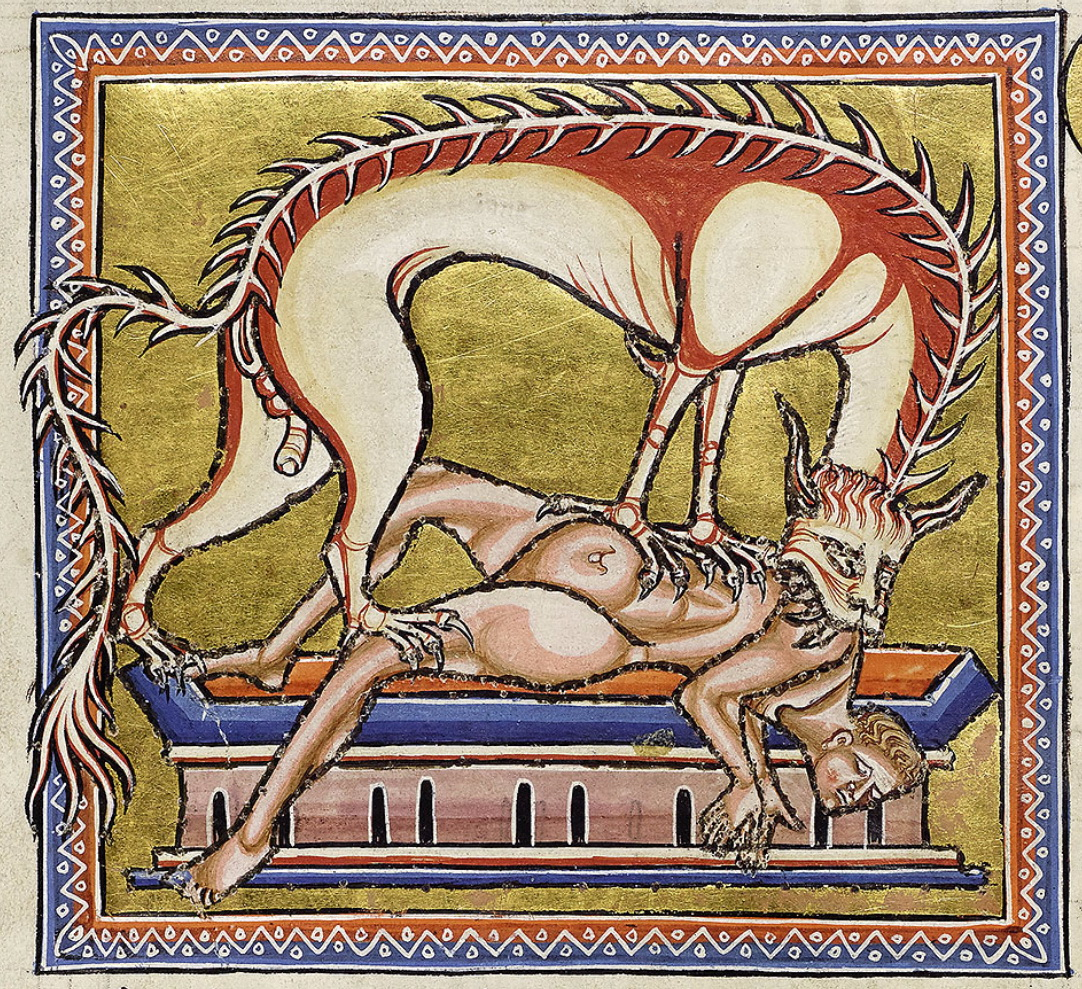
Detalhe da hiena

Especificamente no caso do Bestiário de Aberdeen, sua similitude com estes outros livros torna sua origem provável a região de Lincoln/Iorque, e um patrono possivelmente na pessoa de Gedofredo Plantageneta, filho do rei, bispo de Lincoln e arcebispo de Iorque, ou em alguém de seu círculo. Autores como Clark apontam uma procedência mais ao sul, já que apesar da fama de Lincoln como centro de cultura há poucas evidências de uma produção de manuscritos iluminados tão ricos e com certas características decorativas especiais como o Bestiário de Aberdeen, indicando Cantuária como um local também bastante possível de confecção. Apesar das evidências, tudo o que se pôde averiguar sobre sua autoria e destino é circunstancial.

## O estilo
O estilo geral do Bestiário de Aberdeen é altamente requintado e seguro. A caligrafia é muito regular e clara. As figuras são desenhadas contra um fundo de ouro, as cores são vívidas e os contornos são realçados em tons escuros, com grande efeito plástico. Grandes áreas são deixadas em branco, o que enfatiza visualmente tanto texto como imagens, com atraente efeito de conjunto. Há uma variação nos detalhes que sugere uma autoria coletiva, ou pelo menos de um mestre e um aprendiz, já que em certas partes das ilustrações a qualidade é ligeiramente inferior, como no caso quando um artista hábil delineia a composição geral e deixa a um aluno o preenchimento das cores e elaboração de detalhes menores, mas de novo neste terreno tudo é hipótese.
O estado do manuscrito mostra que ele não foi completado de uma só vez. O trabalho do século XII se interrompe no fólio 94 recto, e as páginas restantes foram preenchidas com menor habilidade cerca de cem anos depois, deixando muitas marcações que deveriam ter sido apagadas se ele tivesse sido finalizado adequadamente. Alguns fólios finais possuem um tamanho diferente e um corte menos exato. Existe uma marcação com letras do alfabeto para indicar a ordem de encadernação, mas há lacunas na sequência.

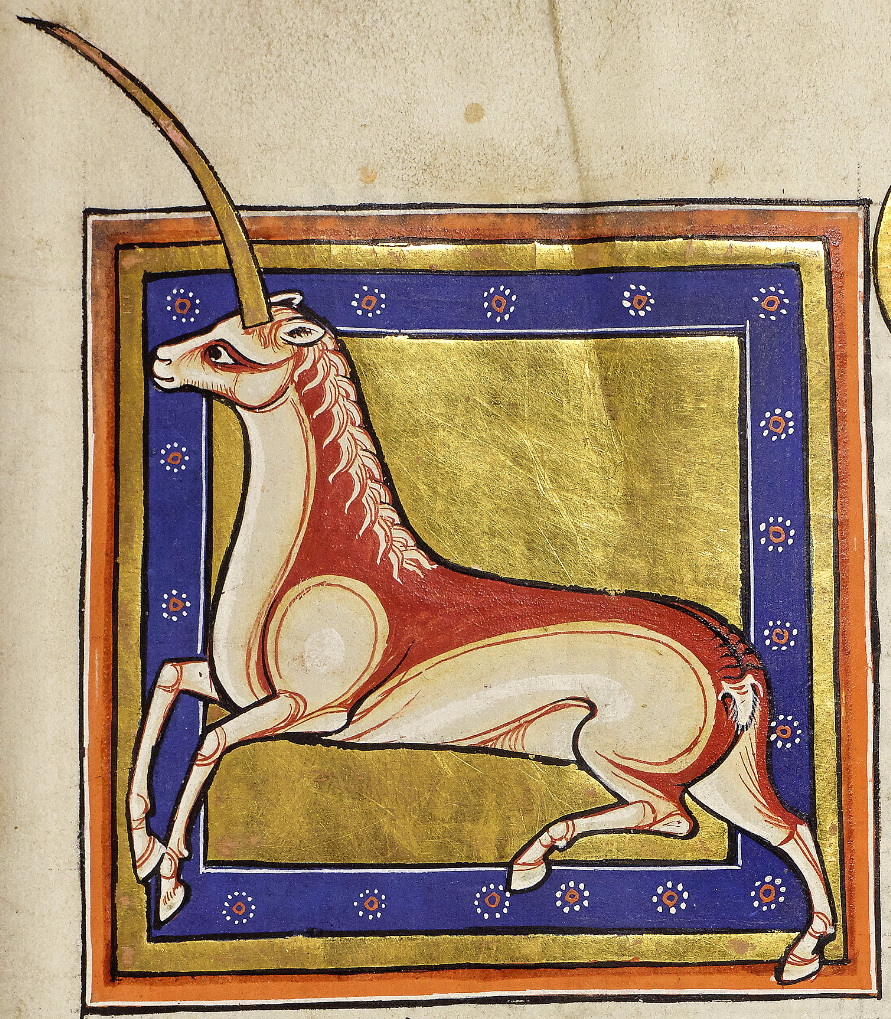
O monoceros

Um fragmento do texto é transcrito abaixo falando do monoceros (o unicórnio), a título de ilustração do tipo de descrição comum nos bestiários, geralmente fantástica e pouco precisa:
" O monoceros é um monstro que produz um horrível mugido, tem o corpo de um cavalo, os pés de um elefante e uma cauda parecida à do cervo. Um chifre magnífico, maravilhoso, se projeta do meio de sua testa, com quatro pés de comprimento, e tão afiado que perfura o que quer que golpeie. Jamais um monoceros foi capturado por homem, e mesmo que possa ser morto, jamais pode ser preso".
O objetivo moralizante dos bestiários é expresso claramente no texto dos fólios 34-35, por exemplo, tratando do pelicano:
"Eu sou como o pelicano no deserto (Salmos, 102:6). O pelicano é uma ave do Egito, que vive nos ermos do rio Nilo, de onde vem o seu nome. Pois no Egito ele é chamado de Canopos.
"Ele é devotado às suas crias. Quando elas nascem e começam a crescer, bicam seus pais na face. Mas seus pais as bicam de volta, e as matam. No terceiro dia, contudo, a mãe pelicano, com um golpe em seu flanco, abre o seu lado e se deita sobre seus filhotes, e deixa que o sangue corra sobre os corpos dos mortos, e assim os ressuscita dos mortos.
"Em um sentido místico, o pelicano significa o Cristo; o Egito, o mundo. O pelicano vive na solidão, assim como Cristo condescendeu em nascer de uma virgem sem o intercurso de um homem. Ele é solitário, pois está livre do pecado, e da mesma forma é a vida do Cristo. Ele mata seus filhos com seu bico quando prega a palavra de Deus e converte os incrédulos. Ele chora sem cessar por seus filhotes, do mesmo modo que Cristo chorou de piedade ao levantar Lázaro. Assim, depois de três dias, ele ressuscita seus filhos com seu sangue, do mesmo modo que Cristo salva a nós, a quem remiu com seu próprio sangue"'…